# リサ・ヨハンソン・パッペ

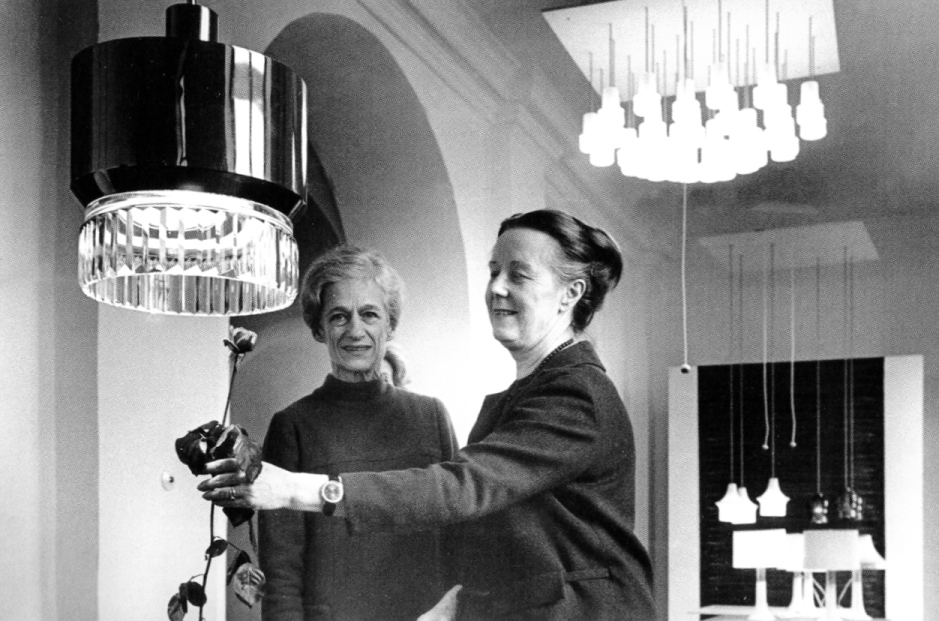
リサ・ヨハンソン・パッペ（右）とドラ・ユングの2人展。ストックホルム市博物館 （1966年）

カリン・エリサベス・（リサ）ヨハンソン・パッペ（芬: Carin Elisabeth (Lisa) Johansson-Pape 旧姓ヨハンソン; 1907年1月21日ヘルシンキ - 1989年10月5日ヘルシンキ）は、フィンランドの工業製品と家具のデザイナー。20世紀後半のフィンランドの最も重要な照明デザイナーである。ランプを設計するなら美しさで目を喜ばせることは当然として、実用性を優先した。
ヨハンソン・パッペは美術学校で家具デザインを学び1927年に卒業すると、キルメコスキの家具工場に勤めた。1933年、フィンランド手工芸会のデザイナーに転職し、フリーランスの家具デザイナーとして仕事を始める。1937年にはストックマンのデザイン部門に入ると1942年に同社子会社のオルノ照明工場の設計課に異動になり、やがて照明と灯りを中心にキャリアを伸ばすと定年まで勤める。フィンランド写真技術協会の創設者で、前出の手工芸会では芸術監督の座にあった（1951年-1985年）。

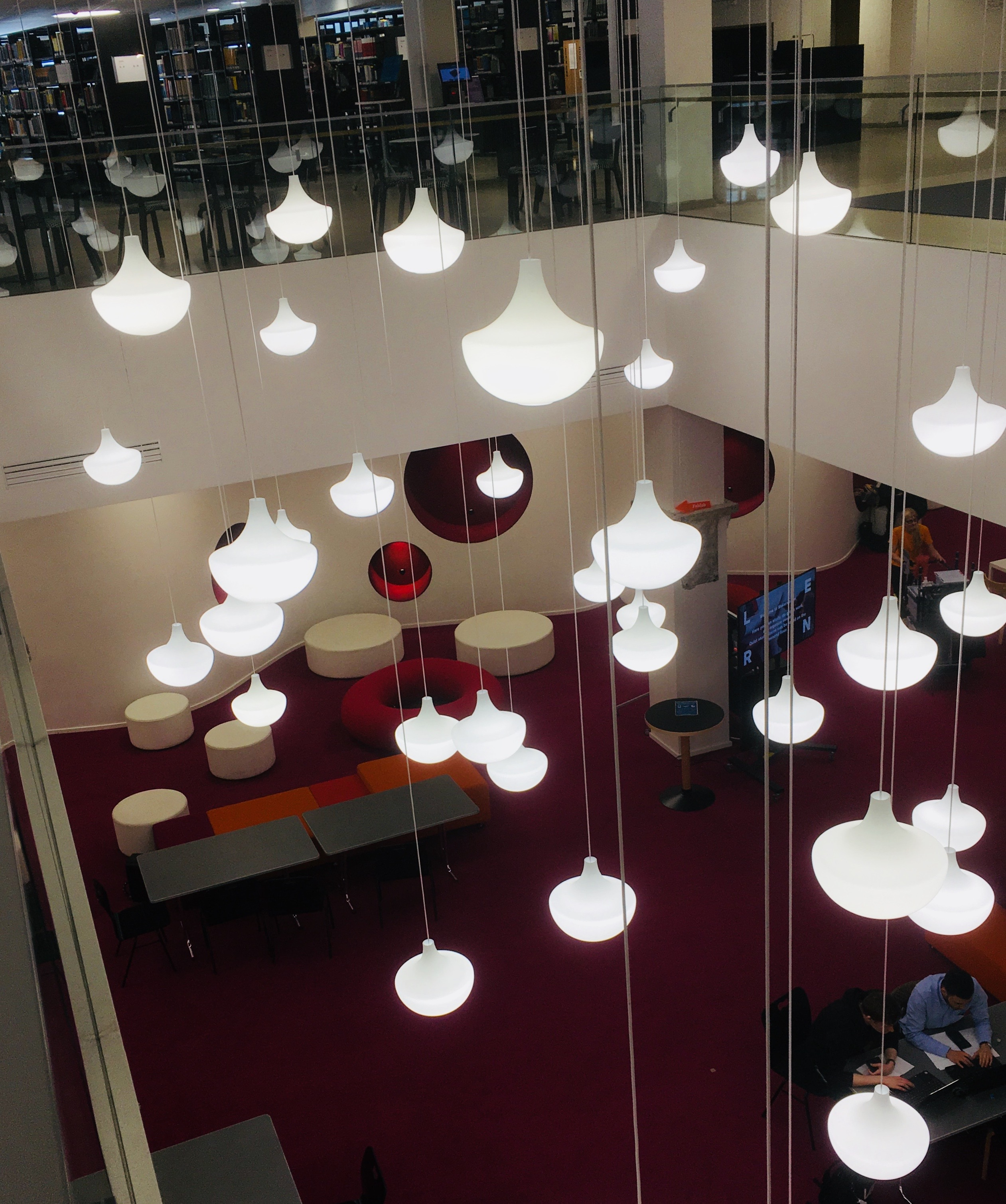
ベルのランプ。アアルト大学ハラルド・ヘルリン学習センター、1961年。

ヨハンソン・パッペは医療機関の子どもの城やリウマチ病院などいくつかの公共施設、教会150ヵ所（Eckerö 教会など）に加えて船舶まで、公共の場にある照明を設計した。
美術学校で照明について後進に教え、同じテーマで記事を執筆した。また展示設計の仕事では、ラグと照明の展示会を企画している。
そのデザインの持ち味はシンプルで柔らかな曲線が多く、ある意図から生まれた。かつて「良質の照明器具はシンプルでなければならず、その構造と機能はすっきりとしているべきだ」と語っている。
ヨハンソン・パッペがデザインしたランプは、フィンランドのイノックス社でライセンス生産している。

## 栄誉栄典
自身の作品を出品したニューヨーク万国博覧会（1939年）とミラノトリエンナーレ（1951年・1954年）で受賞。
その功績に対し、1957年にプロフィンランド章（英語）を授与された。